# Le Caule-Sainte-Beuve
Le Caule-Sainte-Beuve è un comune francese di 456 abitanti situato nel dipartimento della Senna Marittima nella regione della Normandia.

## Società

### Evoluzione demografica
Abitanti censiti